# Domini d'holomorfia

Els conjunts de la definició

En matemàtiques, i més concretament en teoria de funcions de diverses variables complexes, un domini d'holomorfia és un conjunt que és maximal en el sentit que existeix una funció holomorfa en aquest conjunt que no es pot estendre a un conjunt més gran.
Formalment, un conjunt obert {\displaystyle \Omega } en l'espai complex n-dimensional {\displaystyle {\mathbb {C} }^{n}} s'anomena domini d'holomorfia si no existeixen conjunts no-buits {\displaystyle U\subset \Omega } i {\displaystyle V\subset {\mathbb {C} }^{n}} tals que {\displaystyle V} és connex, {\displaystyle V\not \subset \Omega } i {\displaystyle U\subset \Omega \cap V} és tal que per a tota funció holomorfa {\displaystyle f} sobre {\displaystyle \Omega } existeix una funció holomorfa {\displaystyle g} sobre {\displaystyle V} amb {\displaystyle f=g} sobre {\displaystyle U}.
En el cas {\displaystyle n=1}, tot conjunt obert és un domini d'holomorfia: podem definir una funció holomorfa amb punt d'acumulació 0 a la frontera del domini, que és llavors una frontera natural per un domini en la definició de la seva inversa. Per {\displaystyle n\geq 2} això ja no és cert, com se segueix del lema de Hartogs.

## Condicions equivalents
Per a un domini {\displaystyle \Omega }, les següents condicions són equivalents:
1. {\displaystyle \Omega } és un domini d'holomorfia
2. {\displaystyle \Omega } és holomòrficament convex
3. {\displaystyle \Omega } és pseudoconvex
4. {\displaystyle \Omega } és convex-Levi: per a qualsevol successió {\displaystyle S_{n}\subseteq \Omega } de superfícies analítiques compactes tals que {\displaystyle S_{n}\rightarrow S,\partial S_{n}\rightarrow \Gamma } per algun conjunt {\displaystyle \Gamma }, tenim que {\displaystyle S\subseteq \Omega } (és a dir, {\displaystyle \partial \Omega } no es pot "tocar des de dins" per una successió de superfícies analítiques)
5. {\displaystyle \Omega } té la propietat de Levi local: per a tot punt {\displaystyle x\in \partial \Omega } existeixen un entorn {\displaystyle U} de {\displaystyle x} i {\displaystyle f} holomorfa a {\displaystyle U\cap \Omega } tals que {\displaystyle f} no es pot estendre a cap entorn de {\displaystyle x}

Les implicacions {\displaystyle 1\Leftrightarrow 2,3\Leftrightarrow 4,1\Rightarrow 4,3\Rightarrow 5} són resultats estàndard (per {\displaystyle 1\Rightarrow 3}, vegeu el lema d'Oka). La dificultat principal està en demostrar {\displaystyle 5\Rightarrow 1}, és a dir, construir una funció holomorfa global que no admeti cap extensió a partir de funcions no-extensibles definides només de forma local. Aquest és l'anomenat problema de Levi, que fou resolt per primer cop per Kiyoshi Oka, i posteriorment per Lars Hörmander emprant mètodes d'anàlisi funcional i equacions en derivades parcials.

## Propietats
- si {\displaystyle \Omega _{1},\dots ,\Omega _{n}} són dominis d'holomorfia, llavors la seva intersecció {\displaystyle \Omega =\bigcap _{j=1}^{n}\Omega _{j}} també és un domini d'holomorfia.
- si {\displaystyle \Omega _{1}\subseteq \Omega _{2}\subseteq \dots } és una successióo creixent de dominis d'holomorfia, llavors la seva unió {\displaystyle \Omega =\bigcup _{n=1}^{\infty }\Omega _{n}} també és un domini d'holomorfia.
- el producte {\displaystyle \Omega =\Omega _{1}\times \Omega _{2}} de dominis d'holomorfia {\displaystyle \Omega _{1},\Omega _{2}} és un domini d'holomorfia.
- el primer problema de Cousin sempre es pot resoldre en un domini d'holomorfia; això també és cert, amb algunes hipòtesis topològiques addicionals, pel segon problema de Cousin.